# 1604

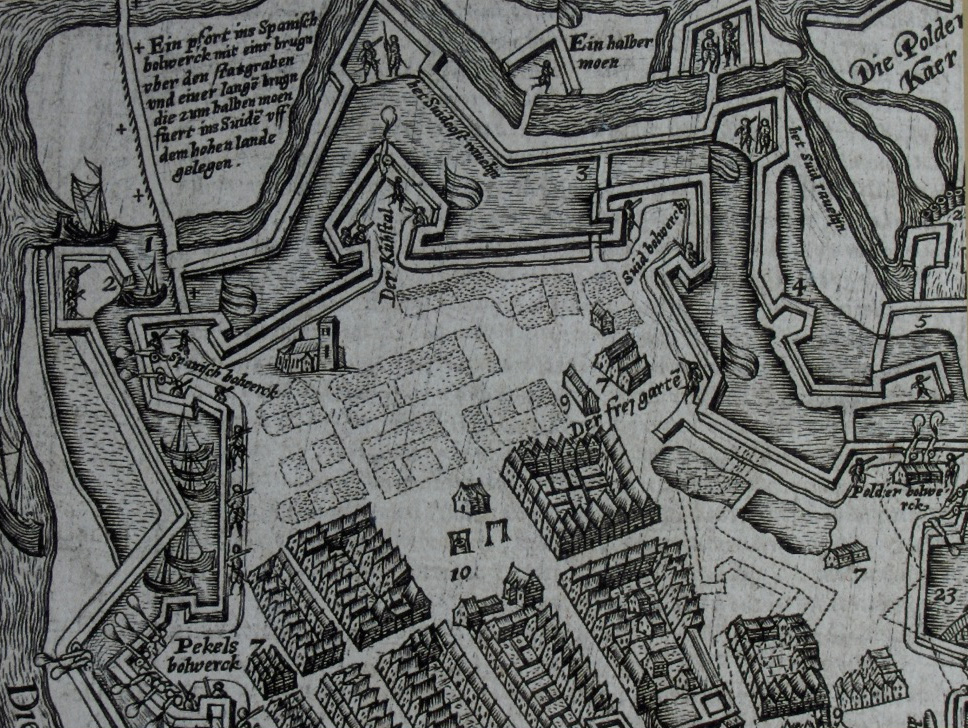
Beleg van Oostende

Het jaar 1604 is het 4e jaar in de 17e eeuw volgens de christelijke jaartelling.

## Gebeurtenissen
mei
- 10 - De vroedschap van Alkmaar staat als eerste stad van de Nederlanden de Joden toe zich hier te vestigen.

augustus
- 28 - Ondertekening van het Verdrag van Londen, waarmee een einde komt aan de Spaans-Engelse Oorlog (1585-1604).

september
- 22 - Oostende capituleert voor Spinola; het driejarig Beleg van Oostende. Een kwart miljoen protestanten ontvluchten de Zuidelijke Nederlanden.

oktober
- 10 - De assistent van Johannes Kepler doet de eerste waarneming van SN 1604.

zonder datum
- De VOC knoopt betrekkingen aan met het koninkrijk Ayutthaya in Thailand.

## Bouwkunst

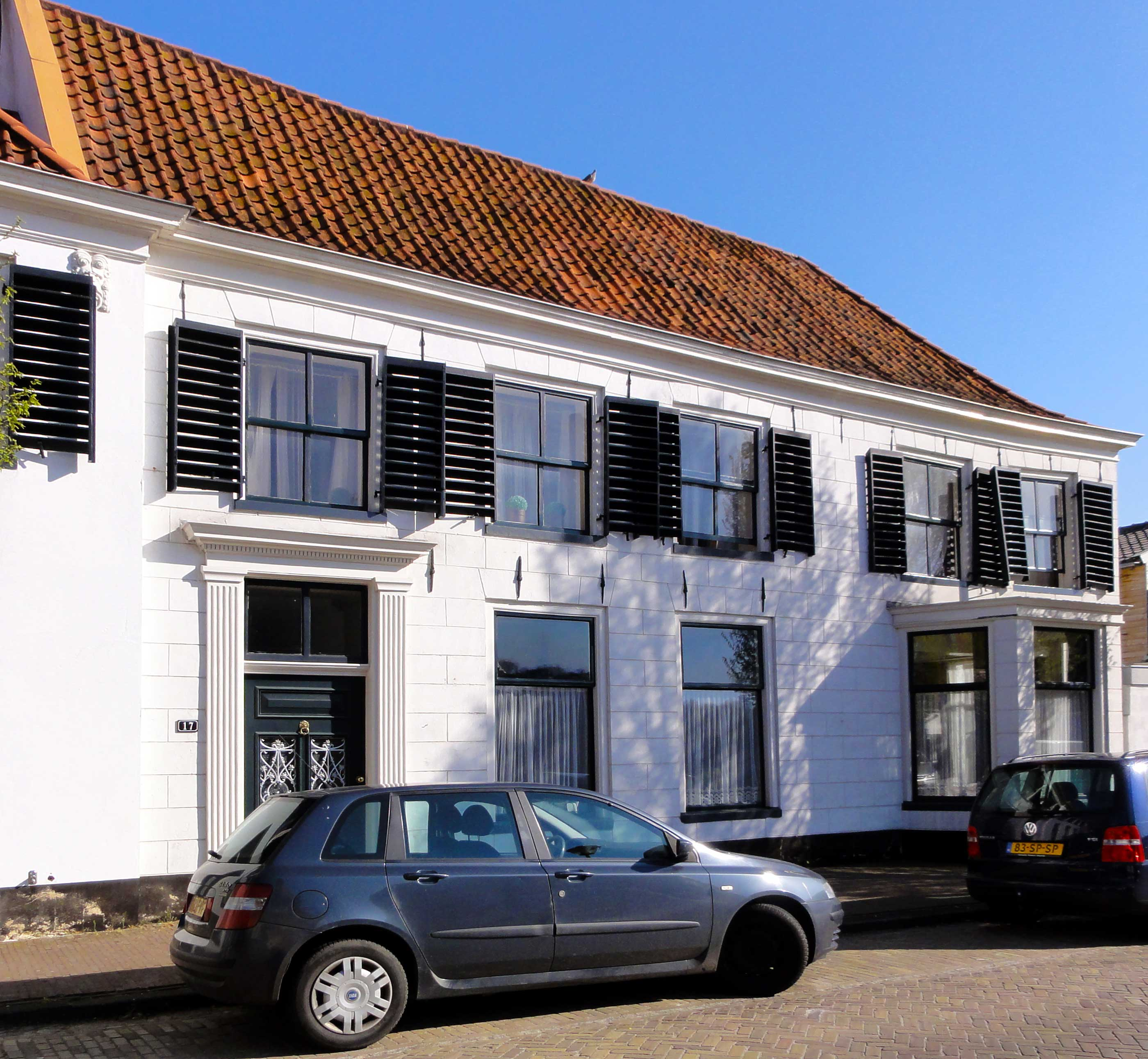
Lindenhorst, Vollenhove (1604)